# Звёздный ребёнок (череп)
Звёздный ребёнок (англ. Starchild) — череп аномального строения, найденный в 1930 году в Мексике. По мнению уфологов, он принадлежит существу, являющемуся результатом скрещивания пришельцев с людьми либо результатом генетических манипуляций. Однако с помощью анализа митохондриальной ДНК было установлено, что череп принадлежит индейскому ребёнку, а необычная форма объясняется врождёнными заболеваниями, такими как гидроцефалия.

## История
Как утверждается, около 60-70 лет назад американская девочка в пещере в Мексике недалеко от деревни, где она проживала, нашла останки скелета, среди которых был череп аномального строения, предположительно принадлежавший ребёнку, а также обычный череп взрослого человека.
В 1998 году оба черепа были переданы супругам Рею и Мелани Юнг. Мелани работала акушером и заинтересовалась необычной формой детского черепа, а также причиной такой аномалии. В 1999 году они отдали череп для исследования писателю и исследователю аномальных явлений Ллойду Паю, ставшему популярным в США благодаря книге «Все ваши знания — неправильны. Книга первая: происхождение человека» (США, 1997, издательство «Адам Пресс»). Он заинтересовался черепом и основал проект «Звёздный ребёнок», в рамках которого в течение последних двенадцати лет проводятся различные исследования черепа.

## Датировка
Череп Звёздного ребёнка прошёл датировку радиоуглеродным методом в лаборатории Beta Analytic (США, г. Майами) в 2004 году. Тест установил возраст — 900 лет ± 40 лет. Возраст ребёнка был определён стоматологом Мэтью Брауном (Matthew Brown) как 4,5—5 лет.

## Научные анализы

### Аномалии черепа
С медицинской точки зрения череп Звёздного ребёнка мог принадлежать ребёнку, который страдал целым рядом заболеваний: гидроцефалией, синдромом Крузона и анофтальмией.

### Анализы ДНК
В ходе анализа ДНК, проведённого в 1999 году в BOLD (Бюро криминологической стоматологии), были обнаружены стандартные X- и Y-хромосомы в двух пробах, взятых из черепа, «убедительно доказано не только то, что череп принадлежит человеку мужского пола, но и то, что его родители должны были быть людьми с нормальными половыми хромосомами». Дальнейший анализ ДНК, проведённый в 2003 году в компании Trace Genetic, которая специализируется на анализе ДНК из древних образцов, показал, что геном ребёнка принадлежит к гаплогруппе C, характерной для индейцев.